# Robert Bertie, I duca di Ancaster e Kesteven
Robert Bertie, I duca di Ancaster e Kesteven (Bourne, 20 ottobre 1660 – Edenham, 26 luglio 1723), è stato un nobile e militare britannico.

## Biografia
Indicato coi titoli di Lord Willoughby de Eresby dal 1666 al 1701, Conte di Lindsey dal 1701 al 1706 e Marchese di Lindsey dal 1706 al 1715, Robert era figlio secondogenito di Robert Bertie, III conte di Lindsey.
Lord Willoughby entrò nel parlamento inglese come deputato per la circoscrizione elettorale di Boston nel 1685, e sedette nel Loyal Parliament (1685–1687) e nel Convention Parliament (1689–1690). Ottenuto il rango militare di capitano di un proprio reggimento di cavalleggeri, venne incaricato insieme ad altri di sopprimere la Ribellione di Monmouth il 20 giugno 1685. Nel 1690, tornò alla vita politica ordinaria venendo eletto questa volta per la costituente di Preston, ma venne costretto ben presto a lasciare i Comuni per trasferirsi dai lord sulla base di un writ of acceleration sul titolo di Barone Willoughby de Eresby. Prestò servizio come Cancelliere del Ducato di Lancaster dal 1689 al 1697.
Lord Willougby ereditò la contea di Lindsey nel 1701, e venne investito del titolo di Privy Counsellor un mese dopo; assieme alla contea di Lindsey, egli ereditò da suo padre anche gli incarichi di Lord Gran Ciambellano e Lord Luogotenente del Lincolnshire, che mantenne poi sino alla sua morte e che passeranno a suo figlio. Nel 1706 ricevette il titolo di marchese di Lindsey e nel 1715 quello di duca di Ancaster e Kesteven.
Il duca di Ancaster e Kesteven morì nel luglio del 1723, all'età di 62 anni. Sua moglie, rimasta vedova, si risposò con James Douglas per poi morire nel 1745.

## Matrimonio e figli
Il 30 luglio 1678, lord Willoughby sposò Mary Wynn (m. 20 September 1689), ricca ereditiera gallese, figlia di Sir Richard Wynn, IV baronetto e diretta discendente della casa principesca degli Aberffraw. La coppia ebbe insieme cinque figli:
- Robert Bertie, lord Willoughby (6 febbraio 1683 – 4 maggio 1704), morto mentre si trovava alla Wolfenbüttel Ritter-Akademie per studi
- Peregrine Bertie, II duca di Ancaster e Kesteven (1686–1742)
- Lady Elizabeth, Lady Eleanor, e Lady Mary Bertie, le quali rimasero nubili.

Dopo la morte della prima moglie nel 1689, si risposò con Albinia Farington, figlia del maggiore generale William Farington, dalla quale ebbe:
- Lord Vere Bertie (m. 1768)
- Lord Montagu Bertie (m. 12 dicembre 1753), capitano d'esercito, sposò Elizabeth Piers (m. 1782), figlia di William Piers; la loro figlia, Augusta, sposerà John Fane, IX conte di Westmorland nel 1758
- Lord Thomas Bertie (24 luglio 1720 – 21 luglio 1749), capitano d'esercito
- Lord Robert Bertie (1721–1782), tenente generale
- Lady Louisa Bertie, sposò Thomas Bludworth nel 1736

## Ascendenza
|                                              |                |                                    | Genitori                                     |  |  | Nonni |  |  | Bisnonni                          |  |  | Trisnonni                                          |  |
|                                              |                |                                    |                                              |  |  |       |  |  | Robert Bertie, I conte di Lindsey |  |  | Peregrine Bertie, XIII barone Willoughby de Eresby |  |
|                                              |                |                                    |                                              |  |  |       |  |  | Robert Bertie, I conte di Lindsey |  |  | Peregrine Bertie, XIII barone Willoughby de Eresby |  |
|                                              |                | Mary de Vere                       |                                              |  |  |       |  |  | Robert Bertie, I conte di Lindsey |  |  |                                                    |  |
| Montagu Bertie, II conte di Lindsey          |                |                                    |                                              |  |  |       |  |  | Robert Bertie, I conte di Lindsey |  |  |                                                    |  |
|                                              |                | Elizabeth Montagu                  | Edward Montagu, I barone Montagu di Boughton |  |  |       |  |  |                                   |  |  |                                                    |  |
|                                              |                | Elizabeth Montagu                  | Edward Montagu, I barone Montagu di Boughton |  |  |       |  |  |                                   |  |  |                                                    |  |
|                                              |                | Elizabeth Montagu                  | Elizabeth Jeffrey                            |  |  |       |  |  |                                   |  |  |                                                    |  |
| Robert Bertie, III conte di Lindsey          |                | Elizabeth Montagu                  |                                              |  |  |       |  |  |                                   |  |  |                                                    |  |
|                                              |                | William Cockayne                   | William Cokayne                              |  |  |       |  |  |                                   |  |  |                                                    |  |
|                                              |                | William Cockayne                   | William Cokayne                              |  |  |       |  |  |                                   |  |  |                                                    |  |
|                                              |                | William Cockayne                   | Elizabeth Medcalfe                           |  |  |       |  |  |                                   |  |  |                                                    |  |
| Martha Cokayne                               |                | William Cockayne                   |                                              |  |  |       |  |  |                                   |  |  |                                                    |  |
|                                              |                | Mary Morris                        | Richard Morris                               |  |  |       |  |  |                                   |  |  |                                                    |  |
|                                              |                | Mary Morris                        | Richard Morris                               |  |  |       |  |  |                                   |  |  |                                                    |  |
|                                              |                | Mary Morris                        | Maud Daborne                                 |  |  |       |  |  |                                   |  |  |                                                    |  |
| Robert Bertie, I duca di Ancaster e Kesteven |                | Mary Morris                        |                                              |  |  |       |  |  |                                   |  |  |                                                    |  |
|                                              | Thomas Wharton | Philip Wharton, III barone Wharton |                                              |  |  |       |  |  |                                   |  |  |                                                    |  |
|                                              | Thomas Wharton | Philip Wharton, III barone Wharton |                                              |  |  |       |  |  |                                   |  |  |                                                    |  |
|                                              | Thomas Wharton | Frances Clifford                   |                                              |  |  |       |  |  |                                   |  |  |                                                    |  |
| Philip Wharton, IV barone Wharton            | Thomas Wharton |                                    |                                              |  |  |       |  |  |                                   |  |  |                                                    |  |
|                                              |                | Philadelphia Carey                 | Robert Carey, I conte di Monmouth            |  |  |       |  |  |                                   |  |  |                                                    |  |
|                                              |                | Philadelphia Carey                 | Robert Carey, I conte di Monmouth            |  |  |       |  |  |                                   |  |  |                                                    |  |
|                                              |                | Philadelphia Carey                 | Elizabeth Trevannion                         |  |  |       |  |  |                                   |  |  |                                                    |  |
| Elizabeth Wharton                            |                | Philadelphia Carey                 |                                              |  |  |       |  |  |                                   |  |  |                                                    |  |
|                                              |                | Rowland Wandesford                 | Michael Wandesford                           |  |  |       |  |  |                                   |  |  |                                                    |  |
|                                              |                | Rowland Wandesford                 | Michael Wandesford                           |  |  |       |  |  |                                   |  |  |                                                    |  |
|                                              |                | Rowland Wandesford                 | Isabel Place                                 |  |  |       |  |  |                                   |  |  |                                                    |  |
| Elizabeth Wandesford                         |                | Rowland Wandesford                 |                                              |  |  |       |  |  |                                   |  |  |                                                    |  |
|                                              |                | Catherine Wentworth                | Thomas Wentworth                             |  |  |       |  |  |                                   |  |  |                                                    |  |
|                                              |                | Catherine Wentworth                | Thomas Wentworth                             |  |  |       |  |  |                                   |  |  |                                                    |  |
|                                              |                | Catherine Wentworth                | Elizabeth Goodricke                          |  |  |       |  |  |                                   |  |  |                                                    |  |
|                                              |                | Catherine Wentworth                |                                              |  |  |       |  |  |                                   |  |  |                                                    |  |